# 蘇圃春蔬

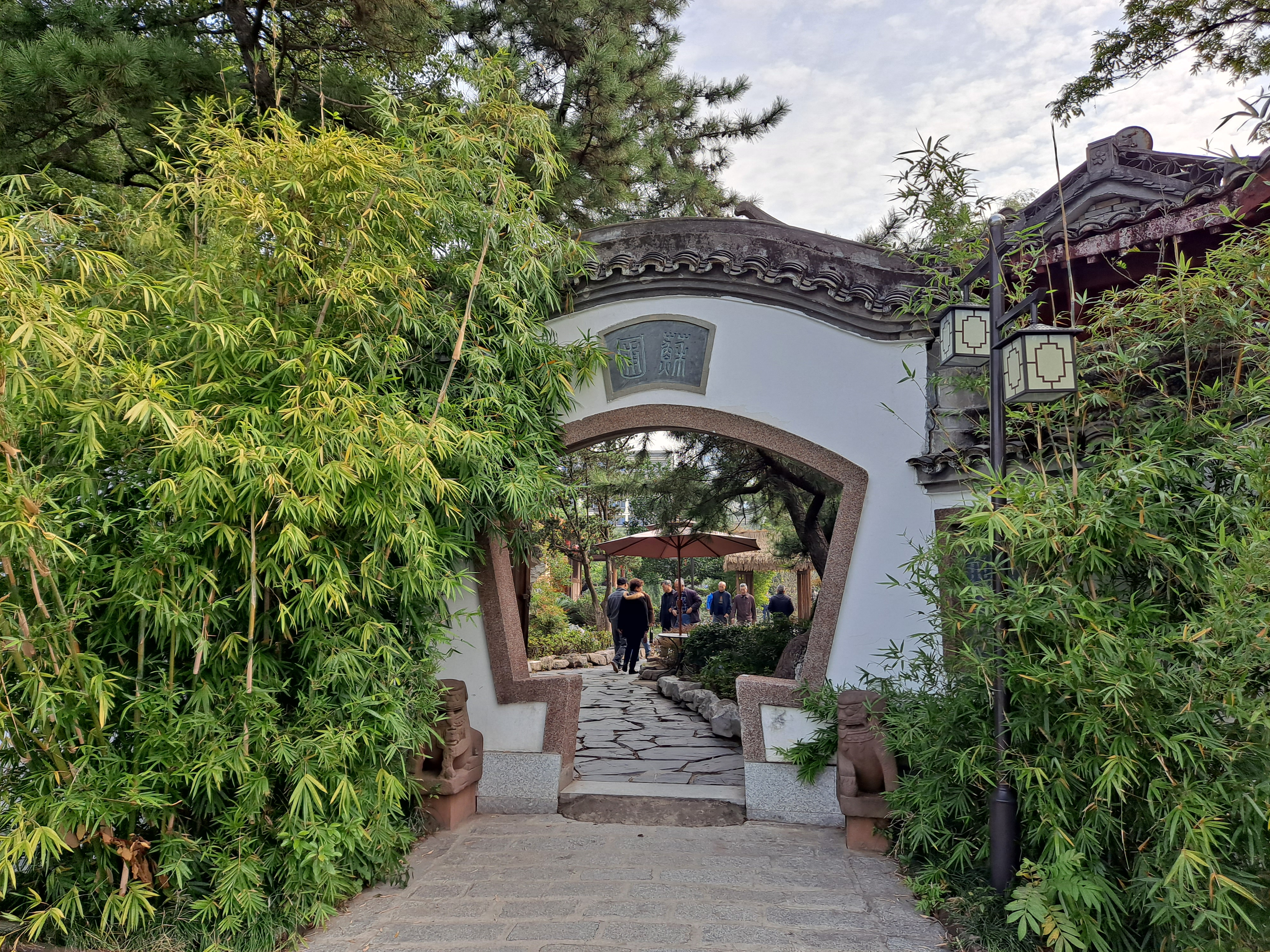
蘇圃春蔬入口

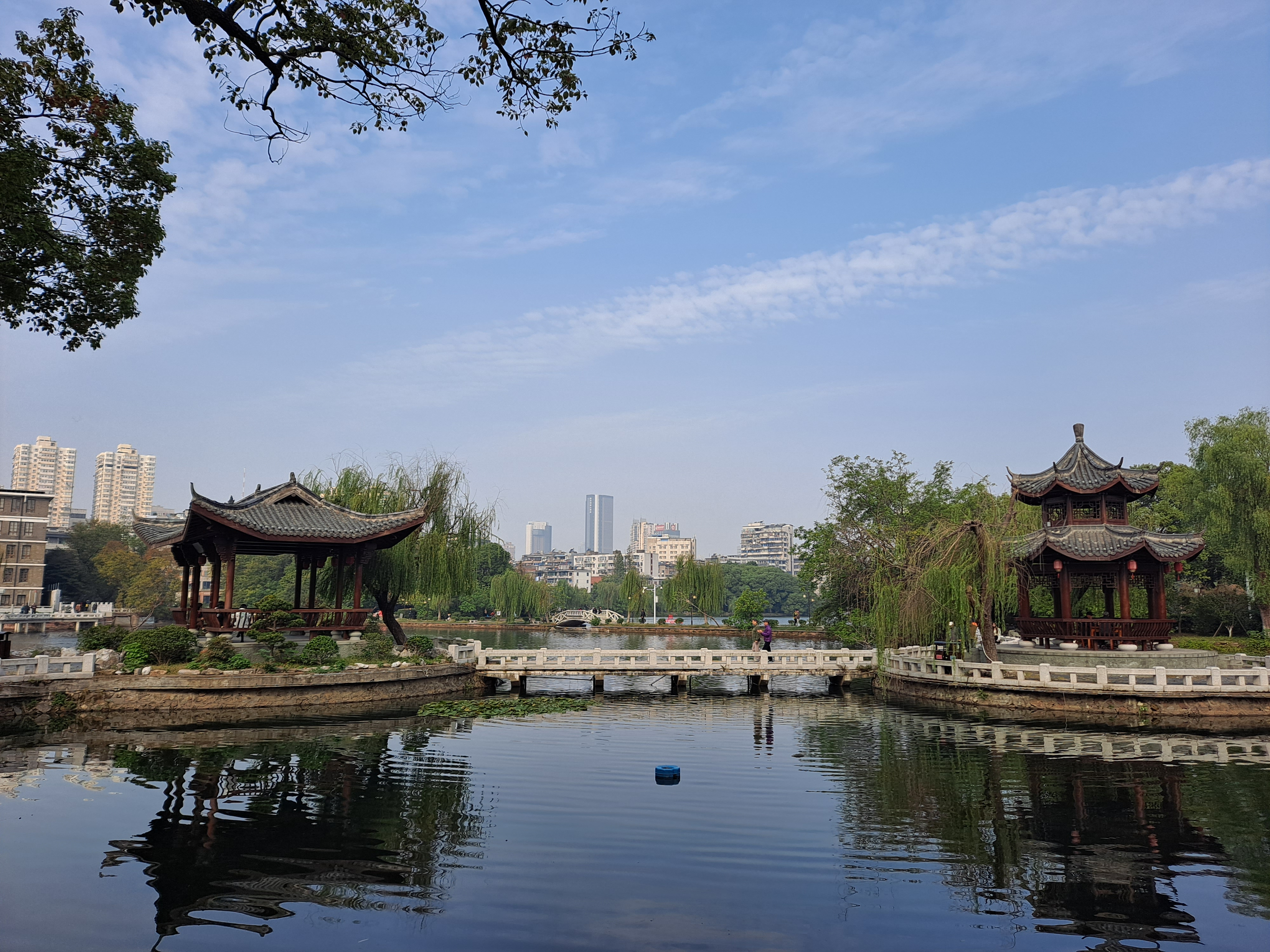
蘇圃春蔬

蘇圃春蔬位於南昌八一公園內的東湖之上，是豫章十景之一。主要景緻為蘇公圃。

## 蘇公圃
蘇公圃是宋代名士蘇雲卿隱世場所。南宋紹興年間，蘇雲卿來到南昌，在城內東湖小洲上結廬獨居，日上挑水澆菜，夜裡秉燭織履，還將自家盈餘接濟鄉鄰，時人尊其為「蘇翁」。蘇雲卿幼時好友張浚當朝為相，於是請其也入朝為官，蘇雲卿卻飄然而去。時人慕其高潔，便立「蘇公祠」以祀之。